# فحص تانسيلون
فحص تانسيلون (فحص إيدروفونيوم) هو فحص دوائي يستخدم لتشخيص بعض الأمراض العصبية، وخاصةً الوهن العضلي الوبيل. كما أنها تستخدم لتمييز نوبة الوهن العضلي عن النوبة الكولينية في الأفراد الذين يخضعون لعلاج الوهن العضلي الوبيل.

## الإجراءات المتبعة للعلاج
يتم تحضير حقنة 10 ملغ من كلوريد الإدروفونوم، و2 ملغ من حقنة الأتروبين. يتم تحضير الأتروبين للاستخدام الفوري في حالة حدوث النوبة الكولينية. بعد الفحص العصبي وتسجيل العلامات الحيوية، يتم حقن 2 ملغ إيدروفونيوم عن طريق الوريد. بعد الانتظار لمدة 30 ثانية والتأكد من عدم حدوث تفاعلات ضارة، يتم أيضًا حقن 8 ملغ المتبقية من الإيدروفونيوم.
يعاني المريض الذي يعاني من الوهن العضلي الوبيل من تحسن في قوة العضلات والتحمل مع الحركات المتكررة، في حين لا يشعر الأشخاص العاديون بأي فرق. تستمر تأثيرات الإيدروفونيوم حوالي 10 دقائق. يسمح لإيدروفونيوم بتراكم أسيتيل كولين (ACh) في الوصلات العصبية العضلية، ويتيح المزيد من الأستيل كولين ACh في مستقبلات العضلات، وبالتالي زيادة قوة العضلات في الوهن العضلي الوبيل.
عند الأطفال حديثي الولادة، ينتج إيدروفونيوم 0.15 مجم / كجم يدار تحت الجلد استجابة في غضون 10 دقائق.
عند الرضع، يتم إعطاء الدواء عن طريق الوريد بجرعة 0.2 ملغم / كغم. غالبًا ما يتم استخدام تحسين الشفع كعنصر تقييم؛ لأنه في هذه الحالة، يمكن استبعاد تأثير العلاج الوهمي.

## الاحتياطات
يتم إجراء اختبار تانسيلون من قبل طبيب مدرّب، عادةً ما يكون طبيب أعصاب. يتم أخذ التاريخ العلاجيّ الشامل ويتم التقييم البدني قبل إجراء الاختبار، لاستبعاد فرط الحساسية والحمل والرضاعة وانسداد الأمعاء. يتم توخيّ الحذر أثناء إجراء الاختبار لدى الأفراد الذين تزيد أعمارهم عن 50 عامًا، وأولئك الذين يخضعون للكورتيكوستيرويدات أو الأدوية الموالية للكولين. يتم مراقبة العلامات الحيوية قبل وأثناء وبعد الاختبار. يجب إجراء الاختبار فقط في مركز طبي مجهز لإدارة النوبة الكولينية. بعد الاختبار، يلاحظ المريض الاستجابات الكولينية مثل زيادة إفراز اللعاب والدمع والغثيان والقيء.